# Graukopfguan

Verbreitungsgebiet des Graukopfguans

Der Graukopfguan (Ortalis cinereiceps), Syn. Ortalida cinereiceps ist eine Vogelart aus der Ordnung der Hühnervögel (Galliformes).
Der Vogel kommt in Zentralamerika von Honduras bis Kolumbien vor.
Der Lebensraum umfasst Sekundärwald, Galeriewald, Plantagen, Dickicht, Lichtungen und verlassene, buschbestandene Felder meist bis 1500, örtlich bis 1700 m Höhe.

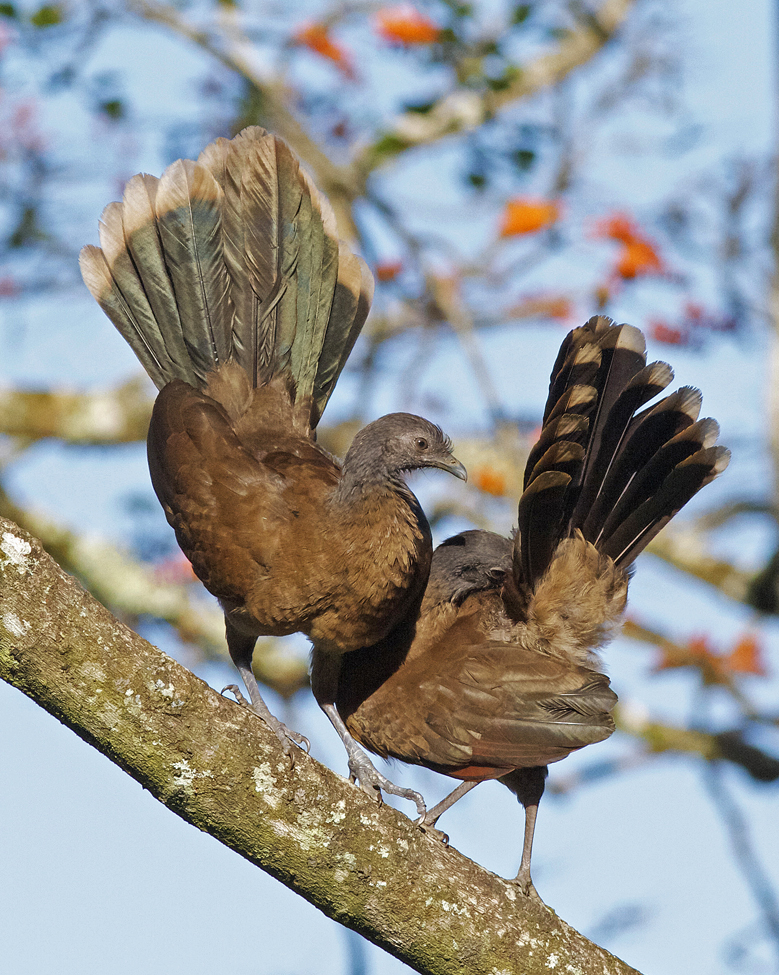
Graukopfguan balzend (Costa Rica)

Der Artzusatz kommt von lateinisch cinis, cineris ‚Asche‘ und lateinisch -ceps ‚köpfig‘.

## Merkmale
Die Art ist 55–58 cm groß und wiegt 490–540 g, ein kleiner und kurznackiger Guan mit grauem Kopf und Nacken. Insgesamt hauptsächlich grau-braun mit rotem Kehllappen und dunklerem Schwanz mit gelbbraunen Spitzen. Die Handschwingen sind hell kastanienbraun im Fluge sichtbar.
Die Geschlechter unterscheiden sich nicht. Jungvögel sind auch am Kopf brauner.
Die Art unterscheidet sich vom Braunflügelguan (O. vetula) hauptsächlich durch die im Flug erkennbaren farbigen Handschwingen.

## Geografische Variation
Die Art ist monotypisch.

## Stimme
Die Rufe sind weniger unverwechselbar als die vieler andere Guans, sie werden als rasch wiederholtes „cha-cha-LAC-ah“ beschrieben, auch als „white white white white“ oder scharfes „kt-kt-kt“ als Alarmruf. Die Art ist ruffreudig, gerne auf langen Ästen laufend.

## Lebensweise
Die Art ist vermutlich ein Standvogel. Die Nahrung besteht zu 75 % aus Früchten, die von den Zweigen der Bäume gepflückt werden, nicht vom Erdboden. Dazu kommen in 17 % Blätter, gelegentlich auch große Insekten. Die Nahrungssuche erfolgt in Gruppen von 6–12 oder mehr Individuen. Während der Trockenzeit kommt der Vogel morgens und abends an Flussufer zum Trinken.
Die Brutzeit liegt zwischen Januar und Mai. Das Nest ist eine breite, flache Plattform aus Stöcken, Blättern, Grashalmen in einem umwachsenen Busch, in Gewirr von Schlingpflanzen oder auf kleinen Bäumen etwa 1 bis 2 m über dem Erdboden. Das Gelege besteht aus 3 mattweißen Eiern, die über 22 Tage bebrütet werden.

## Gefährdungssituation
Der Bestand gilt als „nicht gefährdet“ (Least Concern).